# Feel My Soul
Feel My Soul is de tweede single van de Japanse singer-songwriter YUI. Het liedje werd gebruikt in het drama Fukigen na Gene. Feel My Soul bereikte plaats 8 van de Oricon-hitlijst en was daarmee YUI's eerste hit.